# Xã Cascade, Michigan
Xã Cascade (tiếng Anh: Cascade Township) là một xã thuộc quận Kent, tiểu bang Michigan, Hoa Kỳ. Năm 2010, dân số của xã này là 17.134 người.